# Посёлок при 16 шлюзе ББК
Посёлок при 16 шлюзе ББК — населённый пункт Беломорского района Республики Карелии России. Входит в состав Беломорского городского поселения.

## География
Расположен на берегу Беломорско-Балтийского канала на трассе Северного (Беломорского) склона.

### Климат
Находится на территории, относящейся к районам Крайнего Севера.
Зима длится до двухсот дней, лето не более шестидесяти дней. Средняя температура февраля −11,2 °C, июля +15,9 °C

## История
Посёлок вырос для строителей Беломорканала.

## Население
| 2002 | 2009 | 2010 | 2013 |
| ---- | ---- | ---- | ---- |
| 41   | ↘14  | ↗33  | ↘30  |

## Инфраструктура
Основа экономики — обслуживание водного пути.

## Транспорт
Автомобильный, водный транспорт.